# Kleine ringspoorlijn van Moskou

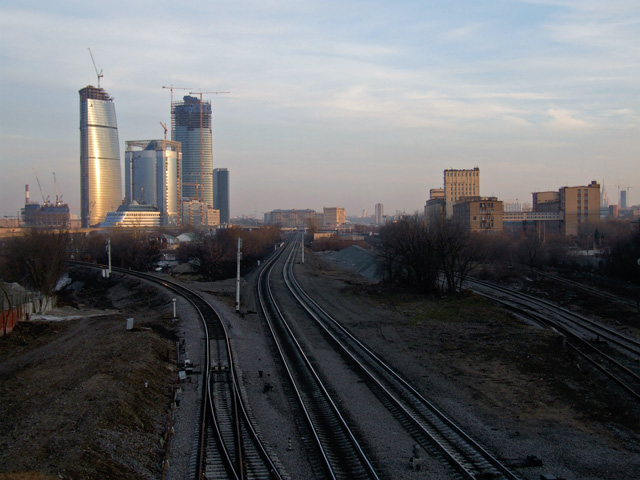
De ringspoorlijn met wolkenkrabbers op de achtergrond in Moskou-City

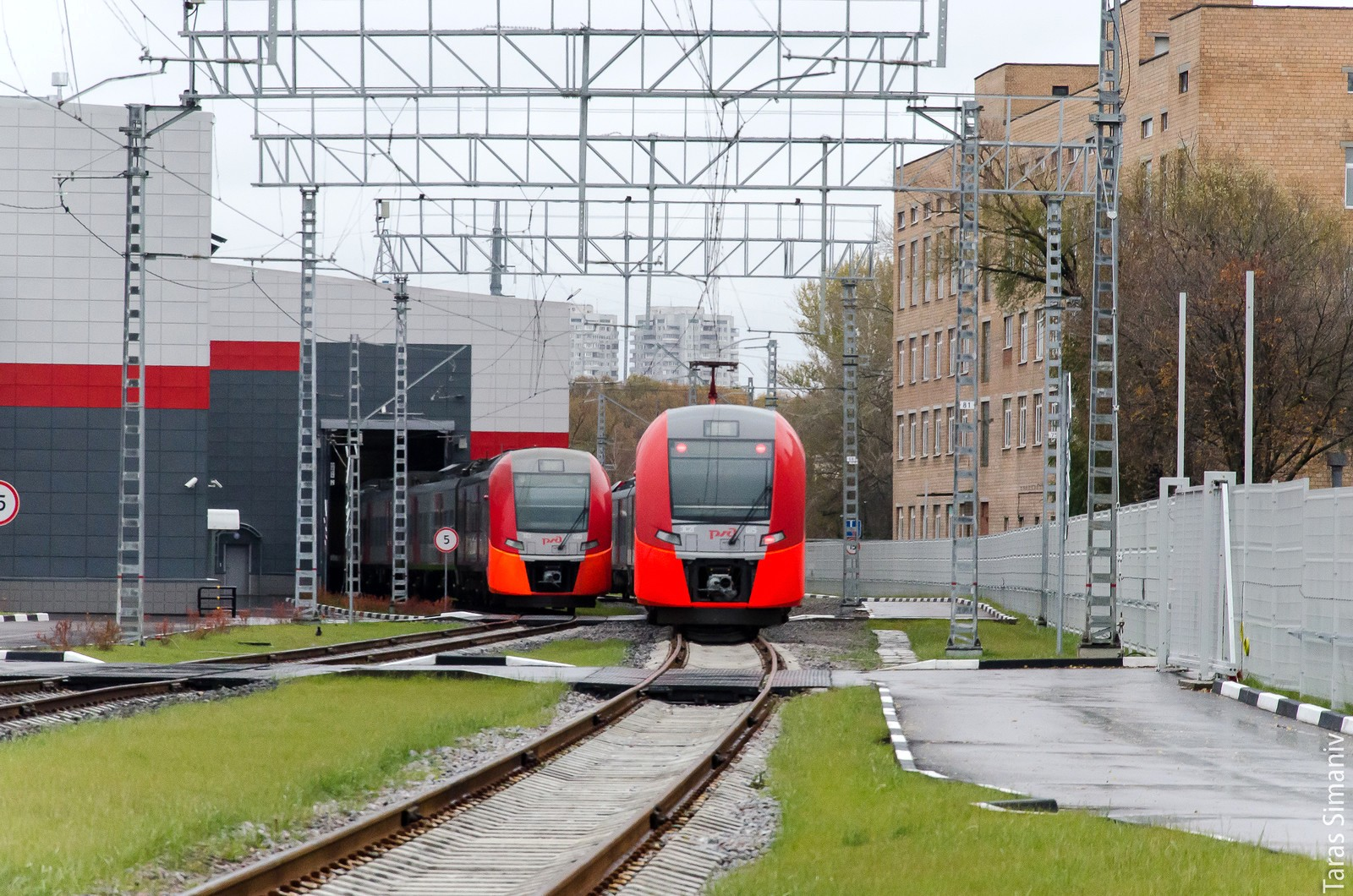
Treinstellen ES2G-015 en ES1 in het depot van Podmoskovnaja

De Kleine ringspoorlijn van Moskou (Russisch: Малое кольцо Московской железной дороги; Maloje koltso Moskovskoj zjeleznoj dorogi of Малая Окружная железная дорога; Malaja Okroezjnaja zjeleznaja doroga), kortweg MK MZjD of MOZjD is een ringlijn die volledig op het grondgebied van de stad Moskou ligt. De 54 km lange lijn is eigendom van de MZjD (Московская железная дорога), een dochterbedrijf van de Russische spoorwegen.

## Beschrijving van de lijn
De lijn telt 14 stations (vroeger waren dit er negentien). Er zijn zes bruggen (vier over Moskvarivier, één over Jauza en één over Lichoborka) en 32 viaducten over straten, wegen en andere spoorlijnen. Er is ook één tunnel. De lijn heeft geen enkele gelijkvloerse kruising. Vanaf de voltooiing tot de opening van de ringsnelweg in 1960 fungeerde de lijn tevens als stadsgrens.

## Geschiedenis
De lijn werd aangelegd tussen 1903 en 1908 als ringlijn voor zowel goederen als reizigersvervoer. In 1908 telde de lijn 17 stations, later zijn er door twee aftakkingen, één naar een kazerne aan de westkant en de andere naar de zuidhaven, nog twee stations bij gekomen die echter niet aan de ring zelf lagen. Doordat de door de lijn bediende wijken in de loop van de tijd echter steeds beter door tram- en buslijnen werden ontsloten, werd het reizigersvervoer steeds minder van belang. In 1930 werd het passagiersvervoer dan ook opgeheven, een paar stations voor het goederenverkeer werden na de Tweede Wereldoorlog gesloten, de echte teruggang kwam echter pas aan het eind van de twintigste eeuw. Rond de millenniumwisseling bleek het stedelijke openbaarvervoersnet, met name de metro, steeds meer overbelast en waren ook de files steeds langer geworden. Vanaf dat moment zijn er studies verricht om het passagiersvervoer op de lijn de hervatten.

## Centrale Ringlijn
Door de hervatting van het personenvervoer krijgt Moskou een soort stadsgewestelijk spoornet, waarin de kleine ringspoorlijn de naam Centrale Ringlijn (Московское центральное кольцо, MTsK) en het opvolgende lijnnummer van de metro, namelijk lijn 14, zal krijgen zodat het aan de reizigers als een geheel wordt gepresenteerd. De lijn blijft echter eigendom van de Russische spoorwegen, die het nog steeds voor het goederenvervoer willen blijven gebruiken. Om het goederenvervoer met het reizigersvervoer te kunnen combineren, moeten de goederentreinen alleen 's nachts gaan rijden. Dat betekent een grote aanpassing van de dienst, wat nog niet zo gemakkelijk te realiseren is.
Volgens eerdere plannen moesten al in 2009 op een deel van de lijn passagierstreinen gaan rijden. Doordat de lijn slechts deels geëlektrificeerd was, zou de dienst in het begin met dieseltreinstellen uitgevoerd worden. Tussen 2010 en 2012 moest de lijn volledig geëlektrificeerd worden. Hierbij werd de inzet van metrostellen op de lijn overwogen, maar uiteindelijk werden er treinstellen van de types ES1 en ES2 afgeleverd.

### Ombouw en heropening
De aanleg liep diverse vertragingen op en het zag ernaar uit dat de opening niet vóór 2020 zou plaatsvinden. Door een overeenkomst tussen de betrokken partijen onder toezicht van Poetin werd de zaak vlotgetrokken en de voltooiing voor personenvervoer werd gepland voor 2 september 2016. De bestaande stations werden gemoderniseerd, met name voorzien van perrons, en om goede overstapmogelijkheden te krijgen zijn extra stations toegevoegd, met name bij kruisingen met de metro en voorstadslijnen. 20 stations zijn in januari 2016 afgewerkt en volgens de planning zouden 10 anderen in de loop van maart worden afgewerkt. Het 31ste station, Sevastopolskaja zou, in verband met werkzaamheden aan de wegen ter plaatse, op een later tijdstip gereed komen.
De heropening voor personenvervoer werd op 10 september 2016 verricht door president Poetin. In tegenstelling tot de verwachting was Sevastopolskaja, al is het onder de naam Krimskaja, toch een van de 26 op 10 september 2016 geopende stations. De resterende vijf waren nog niet gereed en moesten in het vierde kwartaal van 2016 successievelijk worden geopend.

## Stations
| KM   | Station                                       | Verkeer     | Overstap                                                | Foto                 | Geopend                  | Opmerkingen                                                                                |
| ---- | --------------------------------------------- | ----------- | ------------------------------------------------------- | -------------------- | ------------------------ | ------------------------------------------------------------------------------------------ |
|      | Okroezjnaja (Окружная)                        |             |                                                         |                      | 10 september 2016        | Toegevoegd ten behoeve van Stadsgewestelijk spoornet                                       |
| 2    | Vladykino (Владыкино)                         | en Goederen | (Vladykino)                                             |                      | 1908                     | Heropend 10 september 2016                                                                 |
|      | Botanitsjeski Sad (Ботанический сад )         |             | (Botanitsjeski Sad)                                     |                      | 10 september 2016        | Toegevoegd ten behoeve van Stadsgewestelijk spoornet                                       |
| 7    | Rostokino (Ростокино)                         |             |                                                         | MCC 29ROST 6513 ENTR | 10 september 2016        | Toegevoegd ten behoeve van Stadsgewestelijk spoornet werknaam: Jaroslavskaja (Ярославская) |
| 10   | Belokamennaja (Белокаменная)                  | en Goederen |                                                         |                      | 1908                     | Heropend 10 september 2016                                                                 |
|      | Boelvar Rokossovskogo (Бульва́р Рокоссо́вского) |             | (Boelvar Rokossovskogo)                                 |                      | 10 september 2016        | Toegevoegd ten behoeve van Stadsgewestelijk spoornet                                       |
| 14   | Lokomotiv (Локомотив)                         | en Goederen | (Tsjerkizovskaja)                                       |                      | 1908 als Tsjerkizovskaja | Heropend 10 september 2016                                                                 |
|      | Izmajlovo (Измайлово)                         |             | (Partizanskaja)                                         |                      | 10 september 2016        | Toegevoegd ten behoeve van Stadsgewestelijk spoornet                                       |
|      | Sokolinaja Gora (Соколиная Гора)              |             |                                                         |                      | 11 oktober 2016          | Toegevoegd ten behoeve van Stadsgewestelijk spoornet                                       |
| 17   | Lefortovo (Лефортово)                         | Goederen    |                                                         |                      | 1908                     |                                                                                            |
| 18   | Sjosse Entoeziastov (Шоссе Энтузиастов)       |             | (Sjosse Entoeziastov)                                   |                      | 10 september 2016        |                                                                                            |
|      | Andronovka (Андроновка)                       |             |                                                         |                      | 10 september 2016        | Toegevoegd ten behoeve van Stadsgewestelijk spoornet                                       |
|      | Nizjegorodskaja (Нижегородская)               |             | (Nizjegorodskaja Oelitsa TPK) (Nizjegorodskaja Oelitsa) |                      | 10 september 2016        | Toegevoegd ten behoeve van Stadsgewestelijk spoornet                                       |
|      | Novochochlovskaja (Новохохловская)            |             |                                                         |                      | 10 september 2016        | Toegevoegd ten behoeve van Stadsgewestelijk spoornet                                       |
|      | Oegresjkaja (Угрешская)                       |             |                                                         |                      | 10 september 2016        | Toegevoegd ten behoeve van Stadsgewestelijk spoornet                                       |
|      | Doebrovka (Дубровка)                          |             | (Doebrovka)                                             |                      | 11 oktober 2016          | Toegevoegd ten behoeve van Stadsgewestelijk spoornet                                       |
|      | Avtozavodskaja (Автозаводская)                |             | (Avtozavodskaja)                                        |                      | 10 september 2016        | Toegevoegd ten behoeve van Stadsgewestelijk spoornet                                       |
|      | ZiL (ЗИЛ)                                     |             |                                                         |                      | 10 september 2016        | Toegevoegd ten behoeve van Stadsgewestelijk spoornet                                       |
|      | Verchnië Kotly (Верхние Котлы)                |             |                                                         |                      | 10 september 2016        | Toegevoegd ten behoeve van Stadsgewestelijk spoornet                                       |
|      | Krimskaja (Крымская)                          |             | KOM (Sevastopolskij Prospekt)                           |                      | 10 september 2016        | Toegevoegd ten behoeve van Stadsgewestelijk spoornet                                       |
| 34   | Plosjtsjad Gagarina (Площадь Гагарина)        |             | (Leninski Prospekt)                                     |                      | 10 september 2016        | Toegevoegd ten behoeve van Stadsgewestelijk spoornet                                       |
| 36,2 | Loezjniki (Лужники)                           |             | (Sportivnaja)                                           |                      | 10 september 2016        | Toegevoegd ten behoeve van Stadsgewestelijk spoornet                                       |
| 39   | Koetoezovo (Кутузово)                         |             | (Koetoezovskaja)                                        |                      | 1908 / 10 september 2016 | Het stationsgebouw wordt niet hergebruikt                                                  |
|      | Moskva-Sity (Москва-Сити)                     |             |                                                         |                      | 10 september 2016        | Toegevoegd ten behoeve van Stadsgewestelijk spoornet                                       |
| 41,9 | Sjelepicha (Шелепиха)                         |             | RAL (Sjelepicha)                                        |                      | 10 september 2016        | Toegevoegd ten behoeve van Stadsgewestelijk spoornet                                       |
|      | Chorosjovo (Хорошёво)                         |             | (Polezjajevskaja) (Chorosjovskaja)                      |                      | 10 september 2016        | Toegevoegd ten behoeve van Stadsgewestelijk spoornet                                       |
| 44   | Zorge (Зорге)                                 |             |                                                         |                      | 4 november 2016          | Toegevoegd ten behoeve van Stadsgewestelijk spoornet                                       |
| 45,8 | Panfilovskaja (Панфиловская)                  |             | (Oktjabrskoje Pole)                                     |                      | 8 november 2016          | Toegevoegd ten behoeve van Stadsgewestelijk spoornet                                       |
|      | Stresjnevo (Стрешнево)                        |             | (Vojkovskaja)                                           |                      | 10 september 2016        | Toegevoegd ten behoeve van Stadsgewestelijk spoornet                                       |
|      | Baltiejskaja (Балтийская)                     |             | (Vojkovskaja)                                           |                      | 10 september 2016        | Toegevoegd ten behoeve van Stadsgewestelijk spoornet                                       |
|      | Koptevo (Коптево)                             |             |                                                         |                      | 1 november 2016          | Toegevoegd ten behoeve van Stadsgewestelijk spoornet                                       |
|      | Lichobory (Лихоборы)                          |             |                                                         |                      | 10 september 2016        | Toegevoegd ten behoeve van Stadsgewestelijk spoornet                                       |